# Some Good in All
Some Good in All  è un cortometraggio muto del 1911 diretto e interpretato da Maurice Costello e Robert Gaillard.

## Produzione
Il film fu prodotto dalla Vitagraph Company of America.

## Distribuzione
Distribuito dalla General Film Company, il film - un cortometraggio in una bobina - uscì nelle sale cinematografiche USA il 25 dicembre 1911. È conosciuto anche con il titolo A Thief in the Night.